# Weißflügelente
Die Weißflügelente (Asarcornis scutulata, Syn.: Cairina scutulata), auch Malaienente oder Weißflügelmoschusente genannt, ist eine Vogelart aus der Familie der Entenvögel (Anatidae). Sie ist vom Aussterben bedroht und in der Roten Liste 2004 der IUCN und im Anhang I der CITES gelistet. Die Population wird auf rund 1000 Exemplare geschätzt.

## Aussehen
Die Körperfedern sind weitgehend braun gefärbt, Kopf und Hals sind weiß gefleckt, bei Weibchen dichter als bei Erpeln. Die angelegten Flügel sind braun mit wenigen weißen Flecken, geöffnet überwiegt das Weiß, daher auch der Alternativname „Weißflügelente“ (englisch white-winged (wood) duck).

## Lebensweise

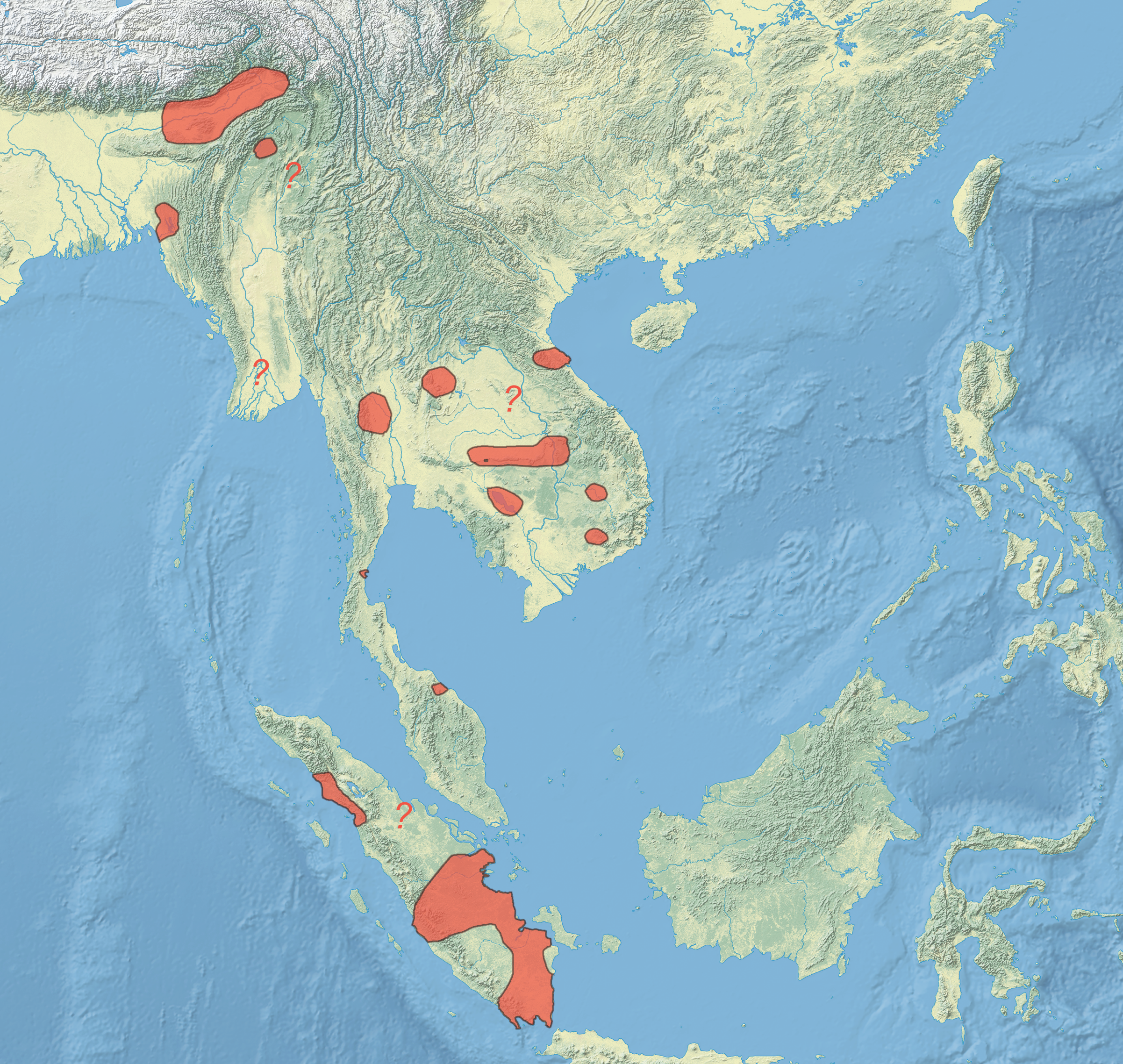
Verbreitungsgebiet der Weißflügelente

Die Weißflügelente bewohnt waldreiche Feuchtgebiete in Indien und Südostasien. Aufgrund von Rodungen und Trockenlegungen und der damit verbundenen Reduktion des Lebensraumes ist sie vom Aussterben bedroht. Die Tiere sind vorwiegend dämmerungsaktiv und ernähren sich von Pflanzen, Samen, Fischen, Schnecken, Spinnen und Insekten.
Die Mauser findet im September oder Oktober statt, und die Tiere sind, wie bei den meisten größeren Entenarten, während dieser Zeit flugunfähig.
Im Dibru-Saikhowa-Nationalpark in Assam (Indien) leben geschützte Populationen der Weißflügelente.

## Fortpflanzung
Die Weißflügelente brütet in der späten Trockenzeit. Das Nest wird auf Bäumen, 3–12 m oberhalb des Erdbodens angelegt. Das Weibchen legt bis zu 16 Eier, die Brutdauer beträgt 33 Tage. Die Küken schlüpfen mit dem Einsetzen der ersten starken Regenfälle und werden 14 Tage von den Eltern betreut.

## Zucht und Haltung
Seit 2013 gibt es für diese Entenart ein europaweites Erhaltungszuchtprogramm in Form eines Zuchtbuches (ESB) der EAZA.